# Alois Stompfe
Alois Stompfe (7. dubna 1868 Zbraslav – 25. června 1944 Praha) byl český advokát, dlouholetý předseda české advokátní komory.

## Život
Alois Stompfe se narodil do rodiny okresního hejtmana Lukáše Stompfeho a v roce 1891 promoval na právnické fakultě tehdejší české Karlo-Ferdinandovy univerzity. Poté absolvoval povinnou praxi u dr. Karla Hauschilda a v roce 1900 si otevřel vlastní advokátní kancelář. Téhož roku vstoupil do Spolku českých advokátů a začal se aktivně věnovat boji za větší zastoupení Čechů v advokátní komoře (až roku 1905 byla skončena německá nadvláda a bylo dosaženo parity, jestliže byl předsedou komory Němec, byli místopředsedou a předsedou disciplinární rady vždy Češi, a naopak). V roce 1910 byl zvolen členem výboru advokátní komory a o rok později začal vydávat časopis Zprávy spolku českých advokátů. První světovou válku strávil jako hejtman proviantní jednotky v Haliči a poté v pražském vojenském pozůstalostním referátu.
Po vytvoření samostatného Československa se nadále věnoval práci v advokátní komoře, v roce 1919 byl pověřen jejím vedením, velmi se zasadil o zrušení tehdejšího jednacího řádku, který již neodpovídal státoprávním poměrům (poté bylo dosaženo nové dohody, která odpovídala národnostním poměrům v Čechách, předsedou a jedním místopředsedou byl vždy Čech, druhým místopředsedou Němec), a téhož roku byl zvolen předsedou. V roce 1924 se stal i předsedou tzv. Stálé delegace všech čtyř československých advokátních komor (vedle pražské s působností pro Čechy působila i brněnská pro Moravu, opavská pro Slezsko a slovenská se sídlem v Turčianském sv. Martině). Větší část své energie věnoval organizaci české advokacie, svou funkci ale považoval za čestnou, neplacenou. Vlastní advokátní praxi prakticky přenechal kolegovi dr. Aleši Posseltovi, koncipovali u něj také jeho synové Zdeněk a Jiří. Kromě svých povinností předsedy advokátní komory byl činný i ve Spolku československých advokátů, podílel se na vydávání časopisu Česká advokacie, psal odborné články a přednášel. Jeho přičiněním byl vydán např. nový advokátní tarif.
Jeho osobní život byl naopak tragický, v roce 1897 zemřela jeho první žena Terezie, rozená Kaulferschová, a teprve roční dcera Terezie. Syn Alois zemřel v osmi letech roku 1903. Podruhé se oženil s Luisou, rozenou Sudovou, a narodili se jim postupně syn Zdeněk, dcera Luisa a syn Jiří. I druhá žena mu ale roku 1923 zemřela a Stompfe se oženil potřetí. Vzal si Věru Nikolajevnu, rozenou Rukinu, ruskou emigrantku. S ruskou poválečnou emigrací měl značné kontakty, mezi jeho dobré známé patřil např. bývalý ministerský předseda Kerenskij, stýkal se také s představiteli Lužických Srbů nebo Slovinců. V tomto panslavistickém prostředí byl znám pod pseudonymem Alexej Lukič. Politicky měl nejblíže k národním demokratům, jeho přítelem byl např. ministr financí Alois Rašín. Velké kontakty měl i s francouzskou advokacií, když byl v roce 1927 založen Mezinárodní svaz advokátů (Union internationale des avocats), stal se zde československým zástupcem a v roce 1936 byl zvolen předsedou. Možnosti rozvíjení této mezinárodní organizace ale ukončila německá okupace.
Už v roce 1934 ovšem vlastně odešel do penze, protože tehdy jej ve funkci předsedy české advokátní komory vystřídal Antonín Klouda. Alois Stompfe byl naopak roku 1937 zvolen předsedou Měšťanské besedy, kde byl také dlouhá léta činný. Dožil pak v Dobřichovicích, kde se ještě stal předsedou místního okrašlovacícho spolku. Před svým úmrtím odkázal větší část své knihovny české advokátní komoře.